# متحف الأروقة
متحف الأروقة (بالإنجليزية: The Cloisters)، المعروف أيضًا باسم متحف أروقة الميتروبوليتان (بالإنجليزية: Met Cloisters)، هو متحف في فورت ترايون بارك في واشنطن هايتس، مانهاتن، مدينة نيويورك، متخصص في الفن والعمارة الأوروبية في العصور الوسطى، مع التركيز على الفترتين الرومانية والقوطية. يديره متحف متروبوليتان للفنون، ويحتوي على مجموعة كبيرة من الأعمال الفنية التي تعود إلى العصور الوسطى والتي تظهر في الإعدادات المعمارية للأديرة والأديرة الفرنسية. تتمحور مباني المتحف حول أربعة أروقة - كوشا وسانت غييوم وبونفونت وتري - تم الاستحواذ عليها من قبل النحات الأمريكي وتاجر التحف جورج غراي بارنارد في فرنسا قبل عام 1913، وانتقلت إلى نيويورك. تم شراء مجموعة بارنارد وضمها للمتحف من قبل الممول والمحسن جون روكفلر الابن. كما أغنى كل من من جون بيربونت مورجان وجوسيف برامر أروقة المتحف بما تبرعوا به من أعمال فنية.

## بعض الأعمال المعروضة

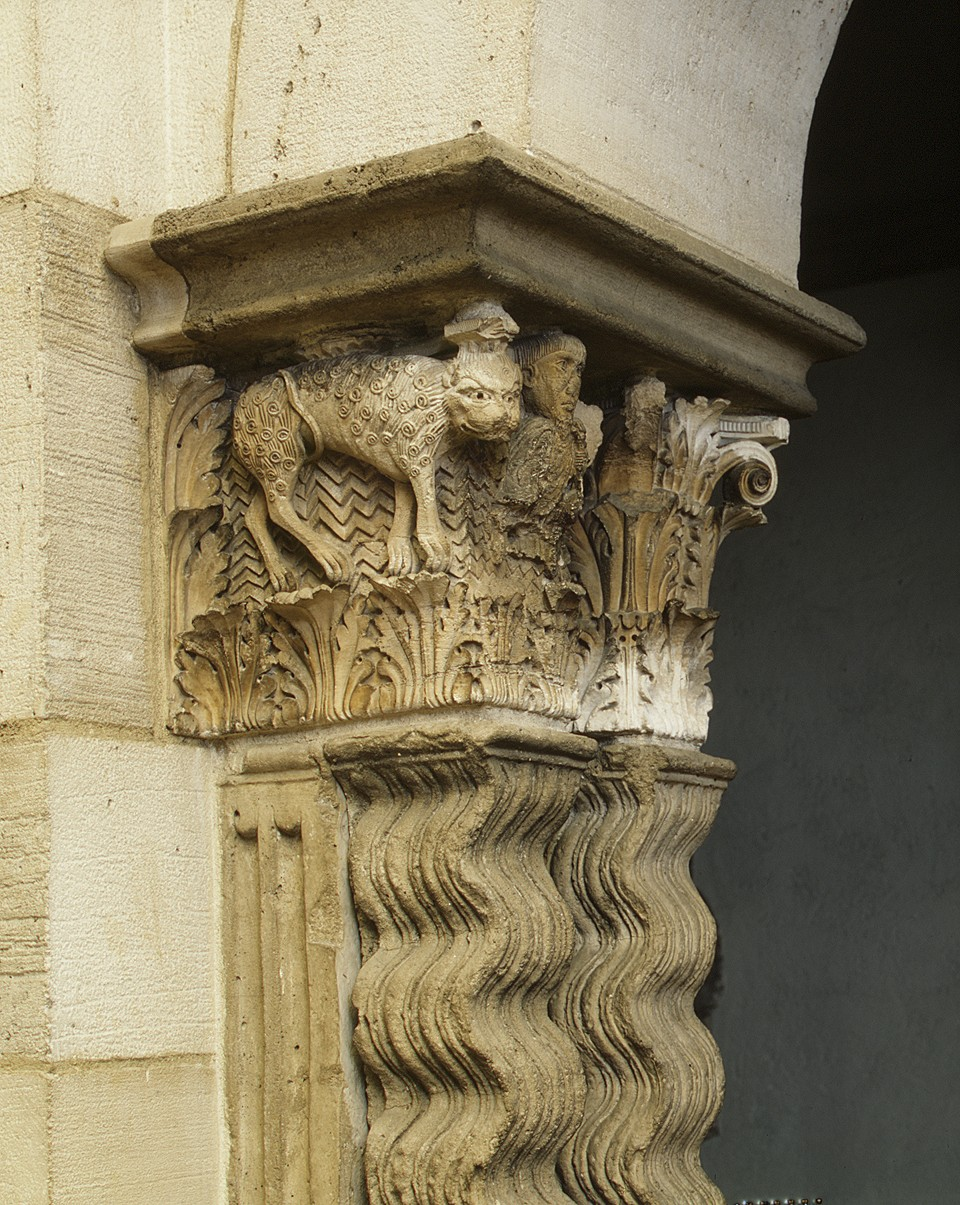
دير القديس غييوم دو ديزيغ الفرنسي بعد عام 804
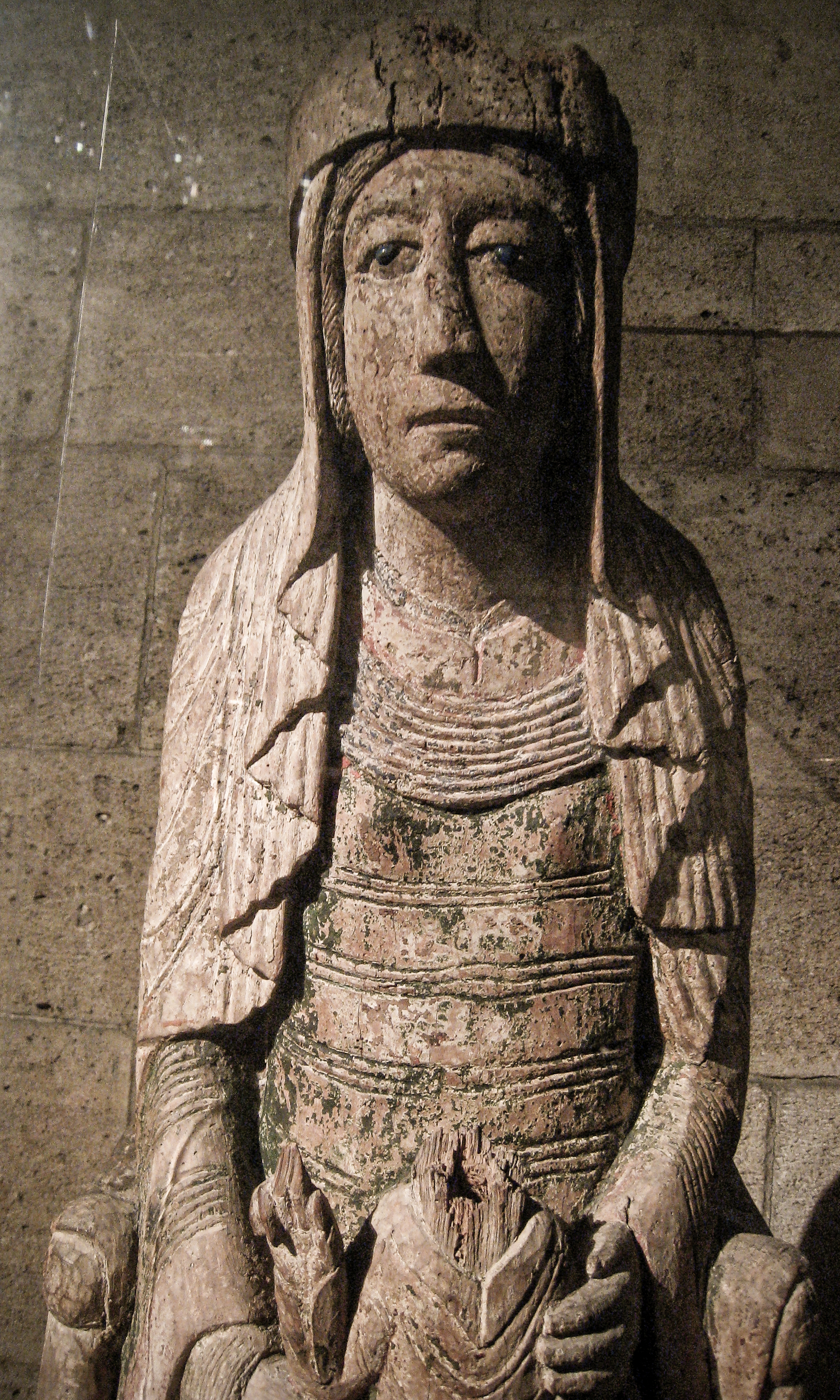
العذراء والطفل، (عنابي)، 1130-1140
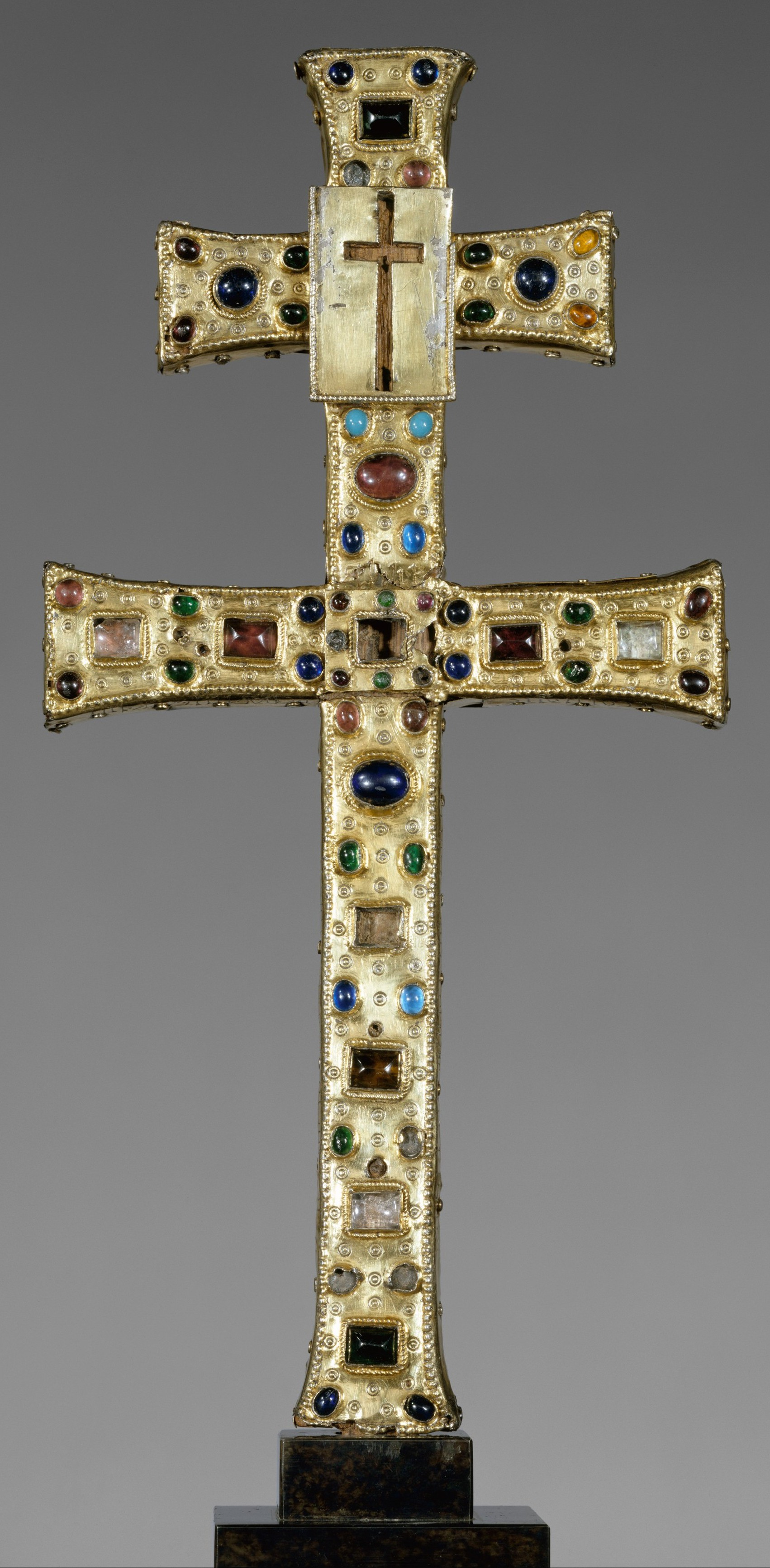
صليب الإغاثة  [لغات أخرى]‏، الأعمال المعدنية، الفرنسية، 1180
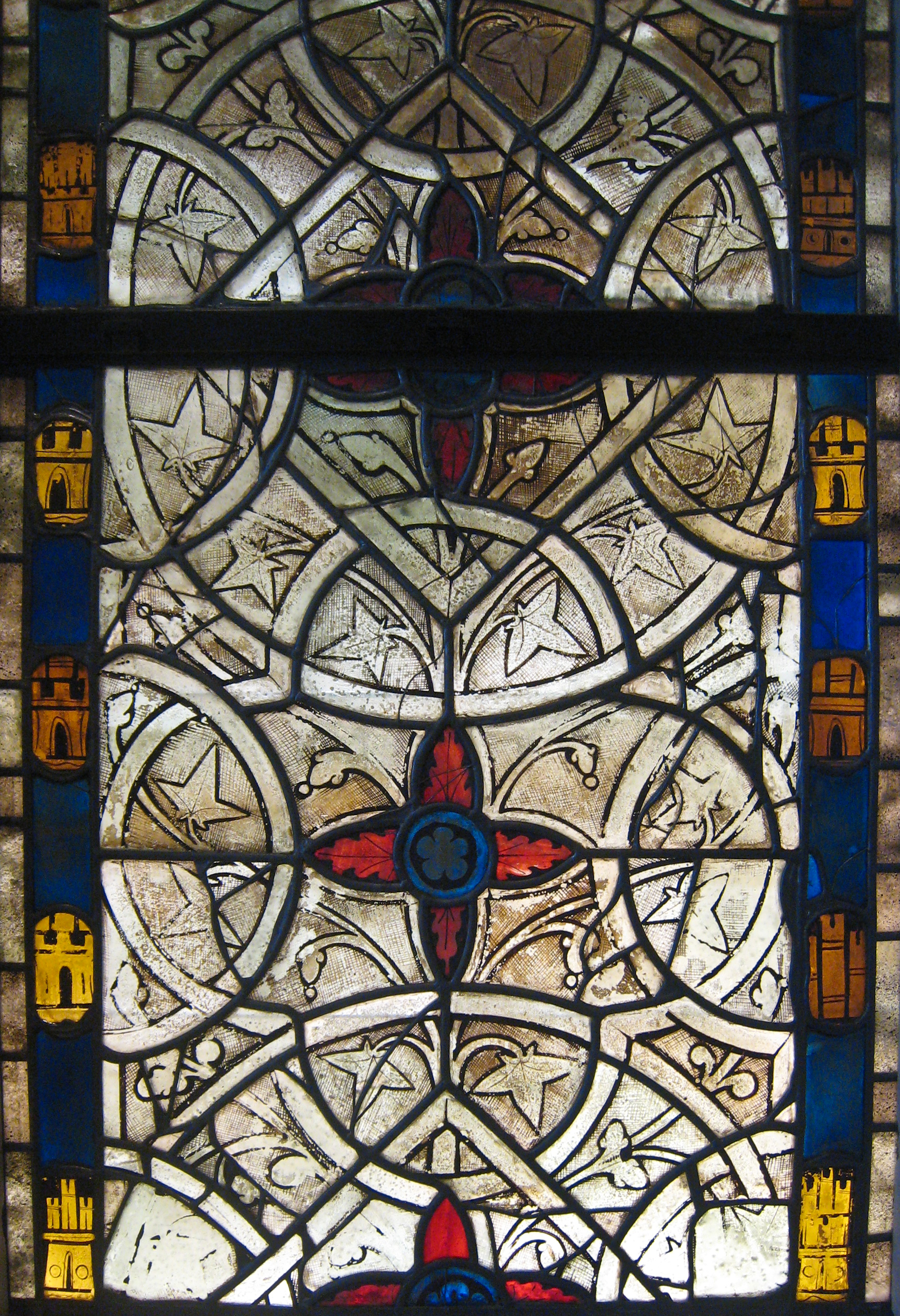
نافذة لانسيت، الفرنسية (نورماندي)، حوالي 1250 - 1300
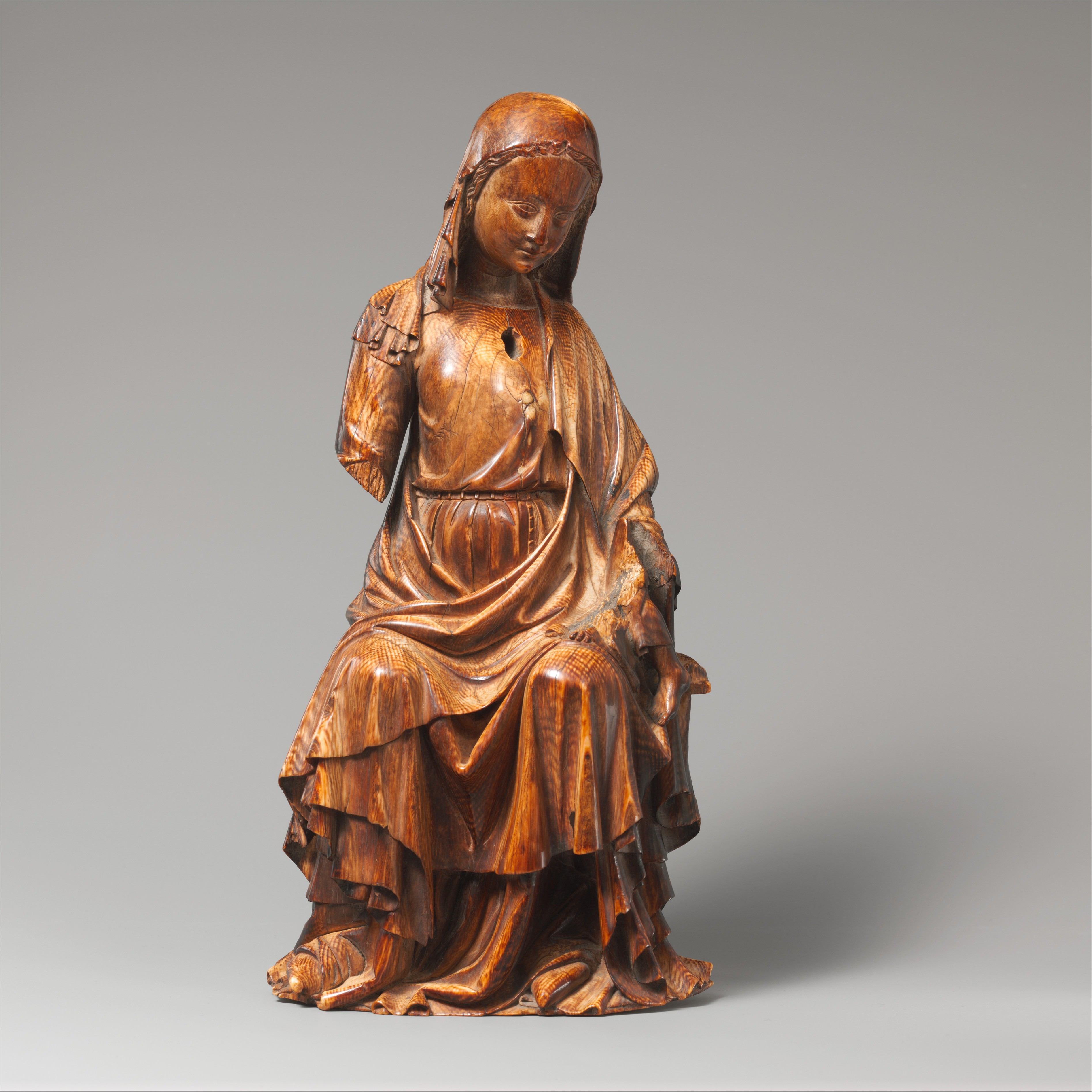
متوج العذراء والطفل  [لغات أخرى]‏، العاج، حوالي 1290 - 1300
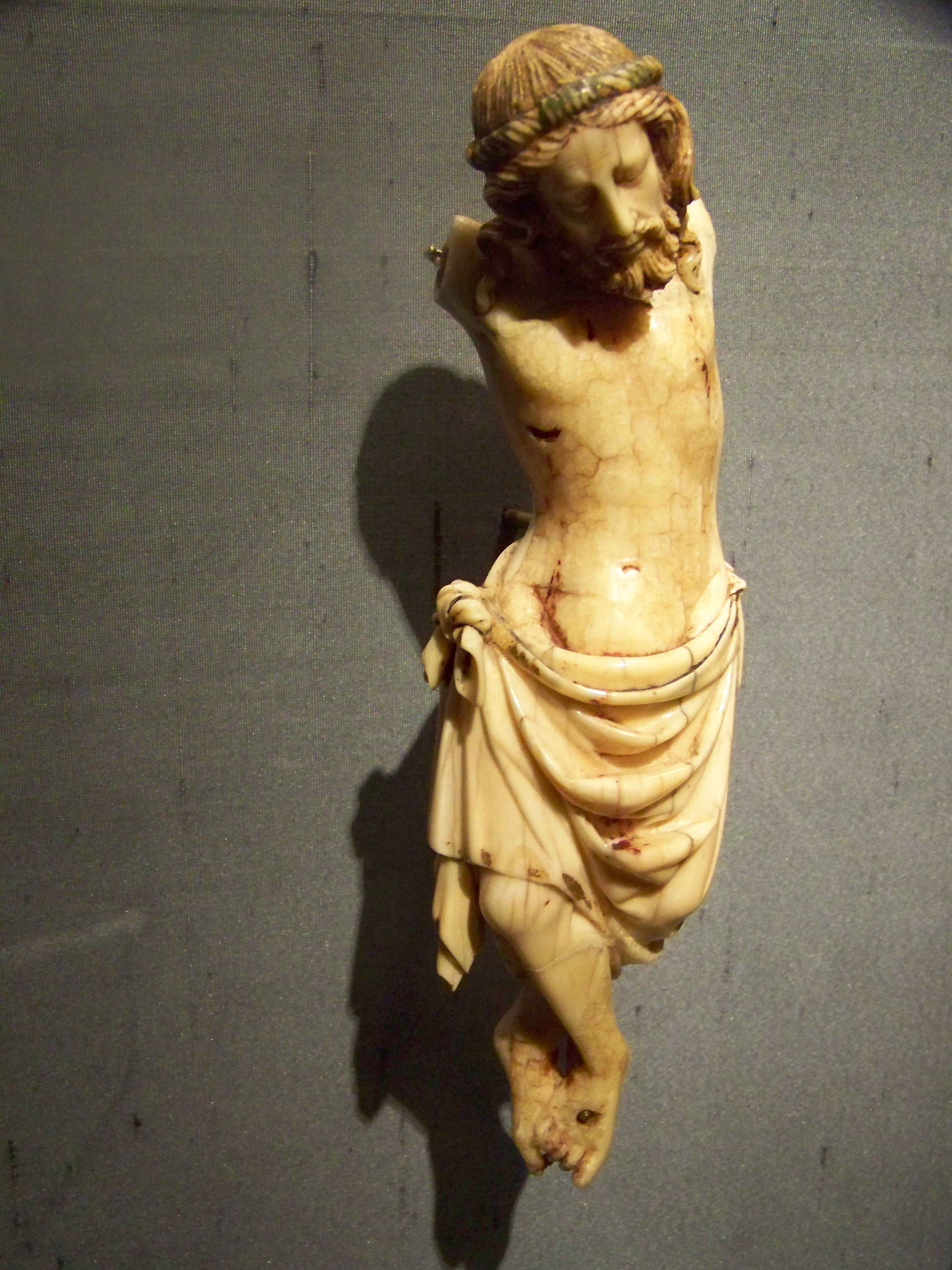
المسيح المصلوب  [لغات أخرى]‏، العاج، شمال أوروبا، حوالي 1300
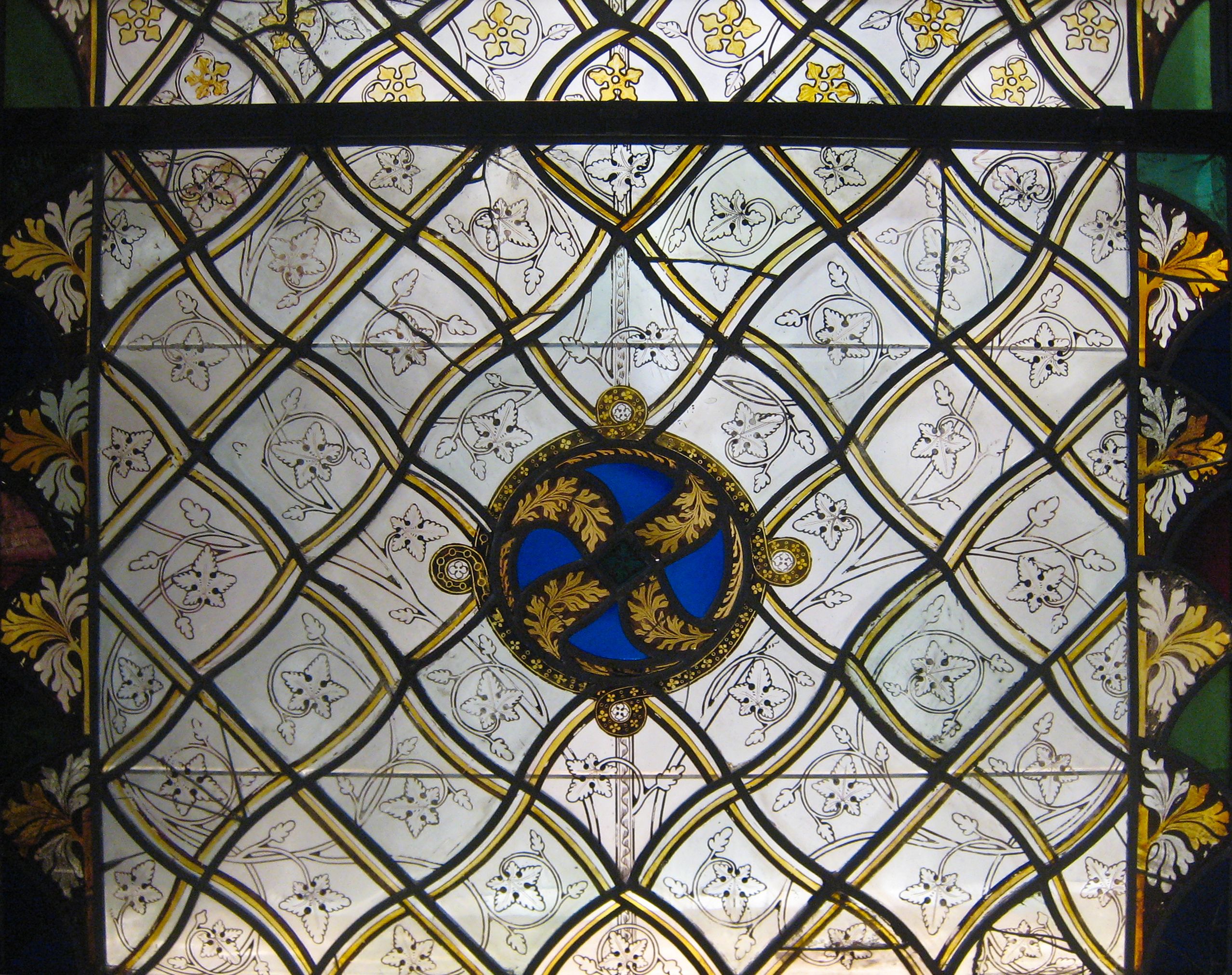
نافذة زجاج ملون، فرنسي (نورماند)، ج. 1320
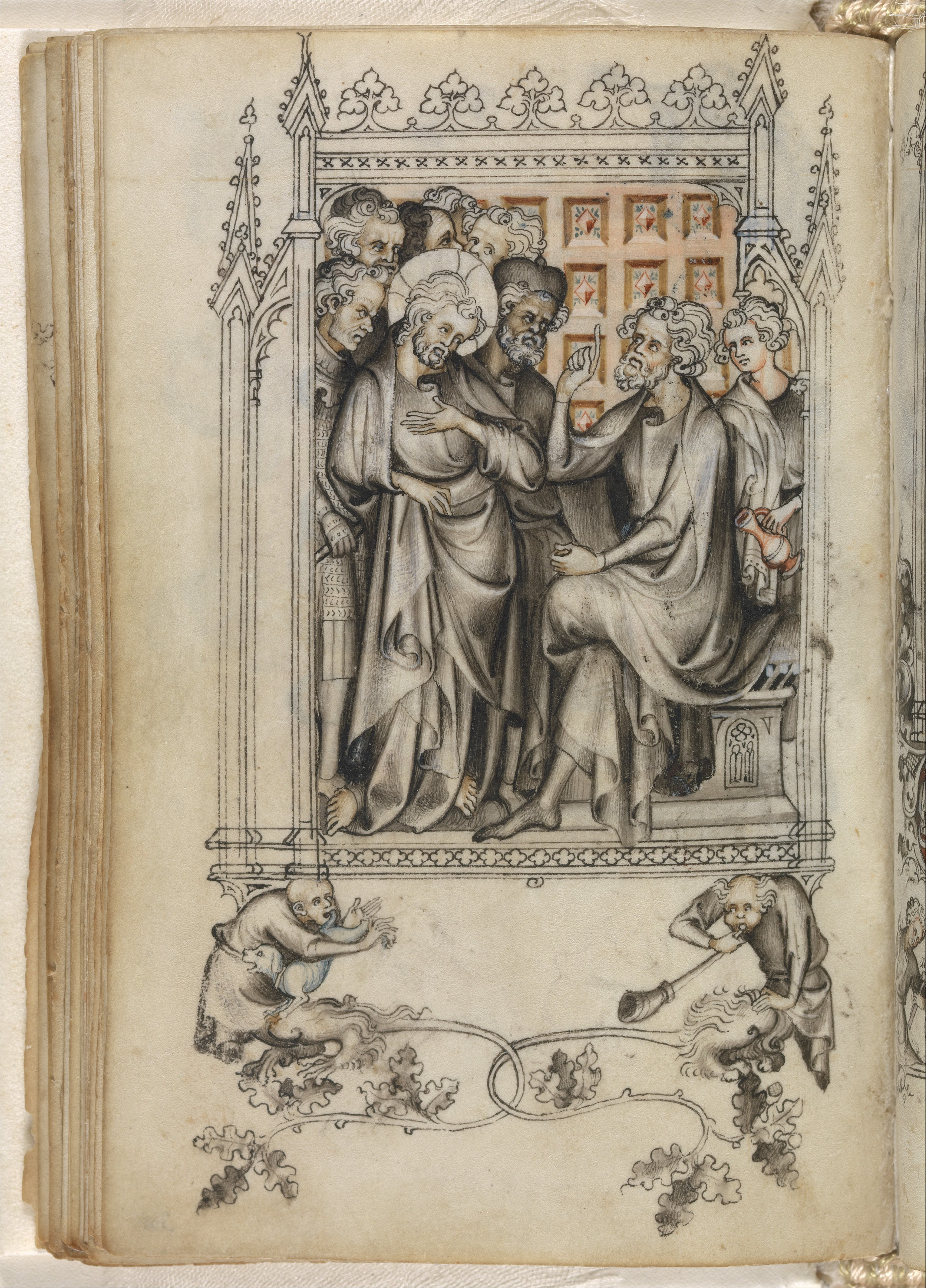
ورقة من ساعات جان ديفرو[الإنجليزية]، مخطوطة منارة، فرنسية، حوالي 1324–28
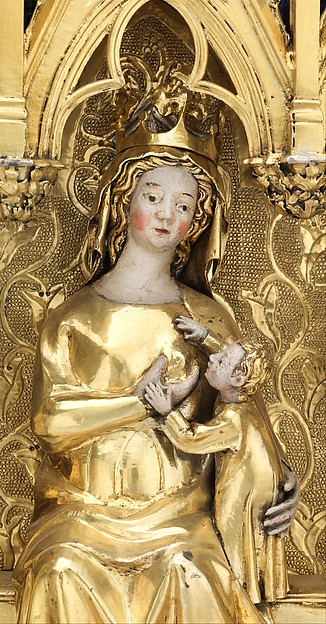
التفاصيل من ضريح ريليكاري المنسوب إلى جان دي تول، حوالي 1325 - 50
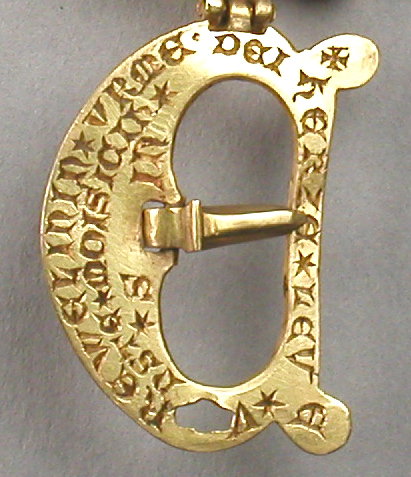
بروش أماتوري، ألماني، حوالي 1340 - 60
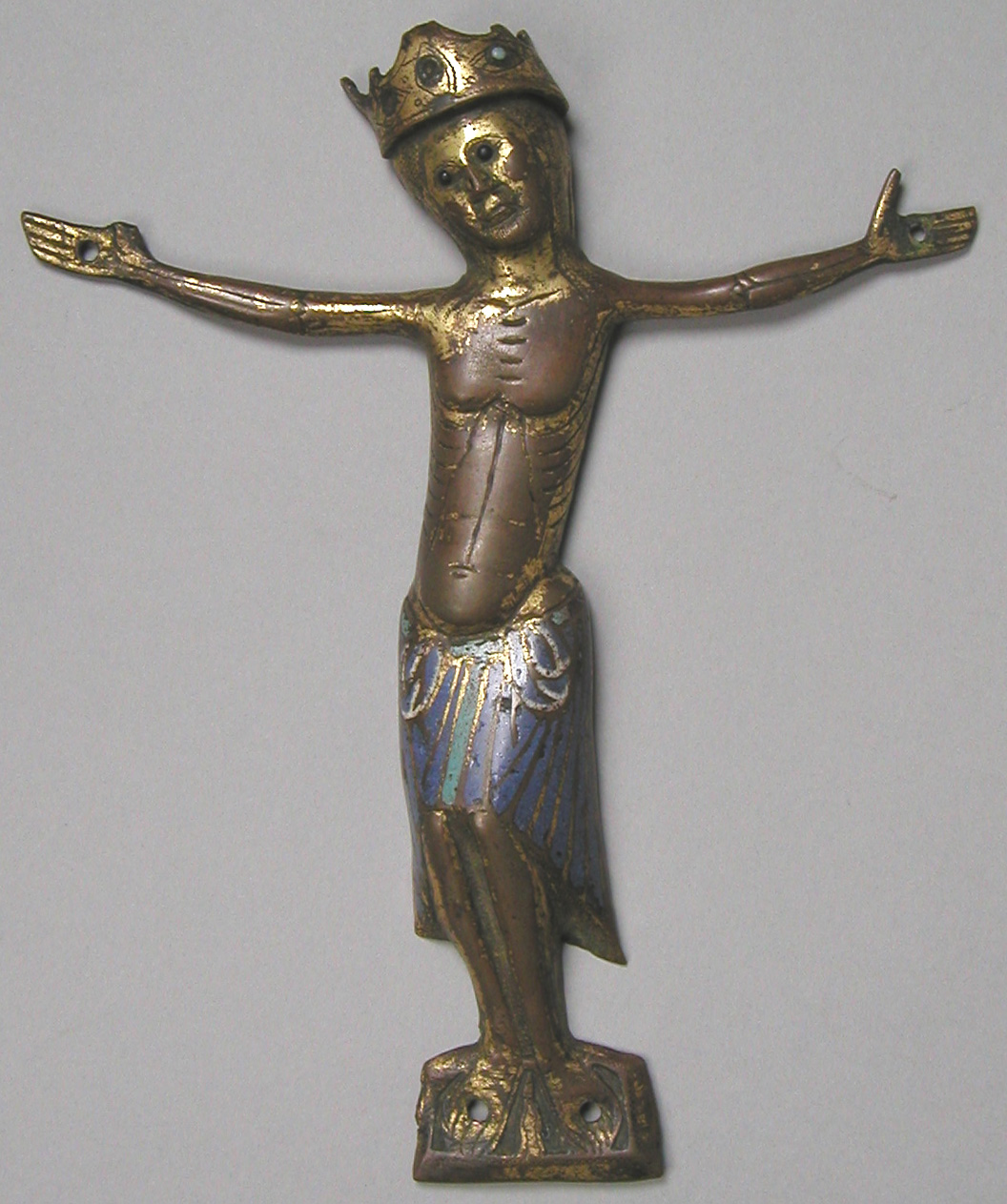
صورة زين المسيح، القرن الثالث عشر
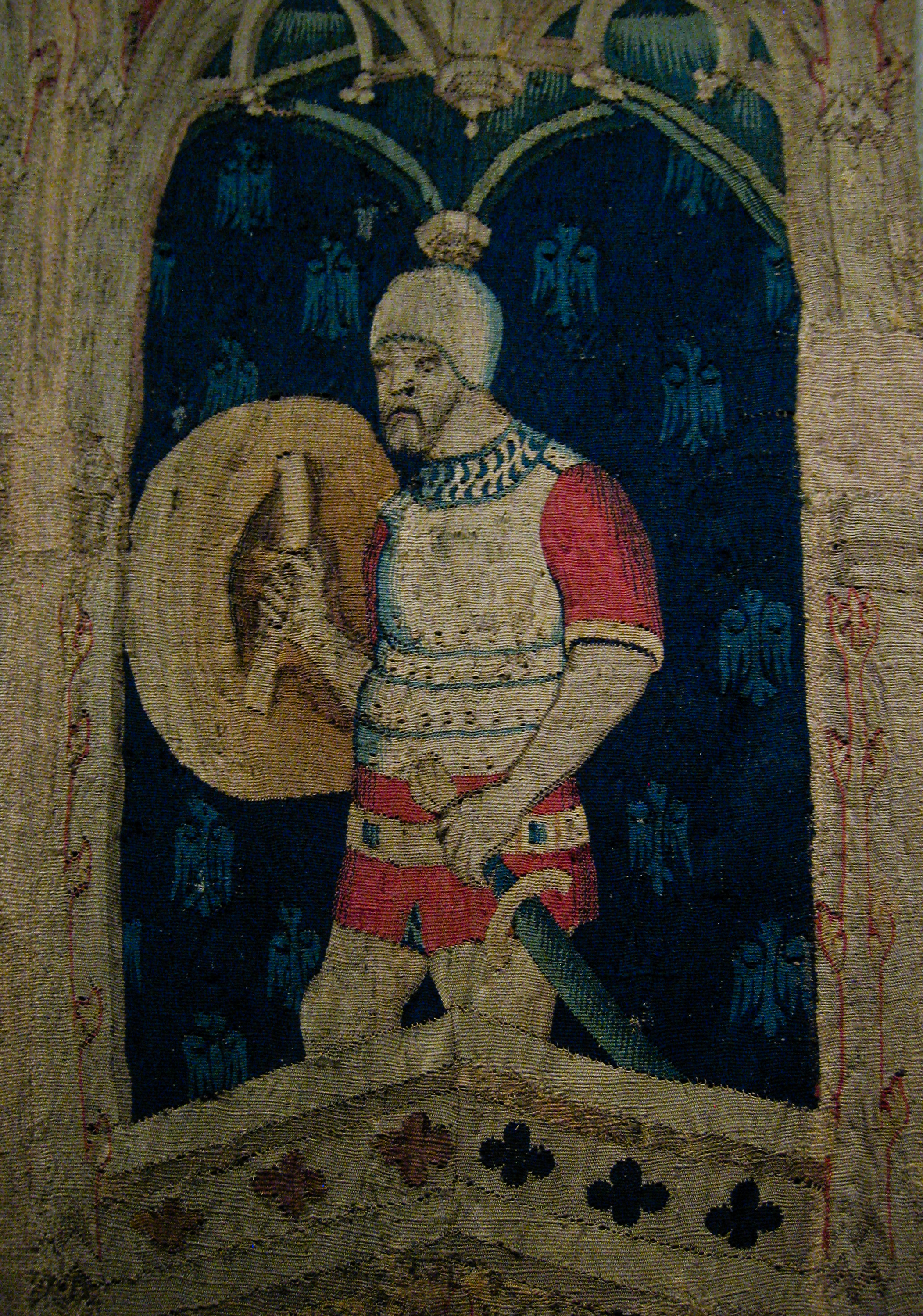
الإسكندر الأكبر أو هيكتور طروادة، نسيج، فرنسا أو جنوب الأراضي المنخفضة، حوالي 1400-10
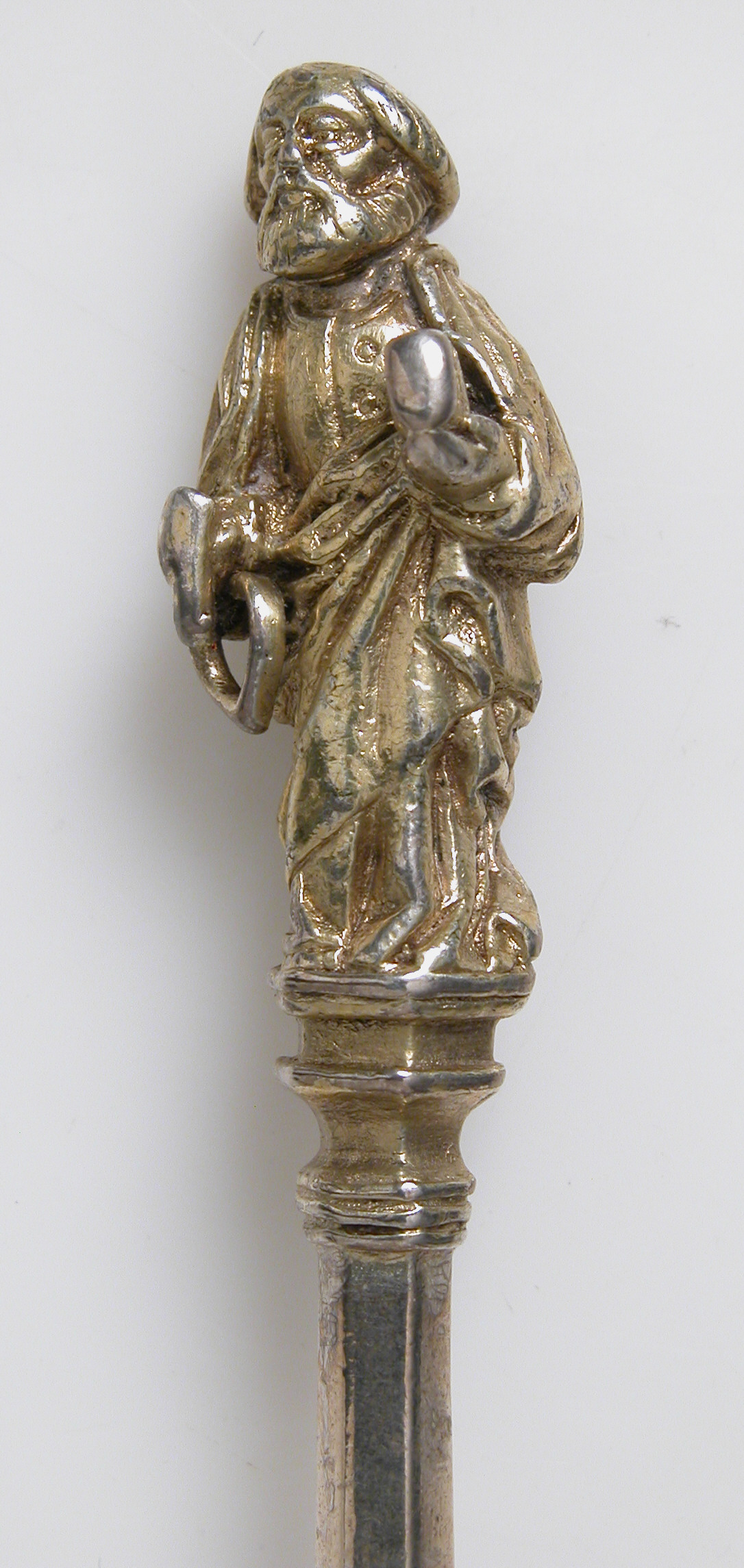
ملعقة الرسول، الفضة، مذهب جزئي، بريطاني، حوالي 1470
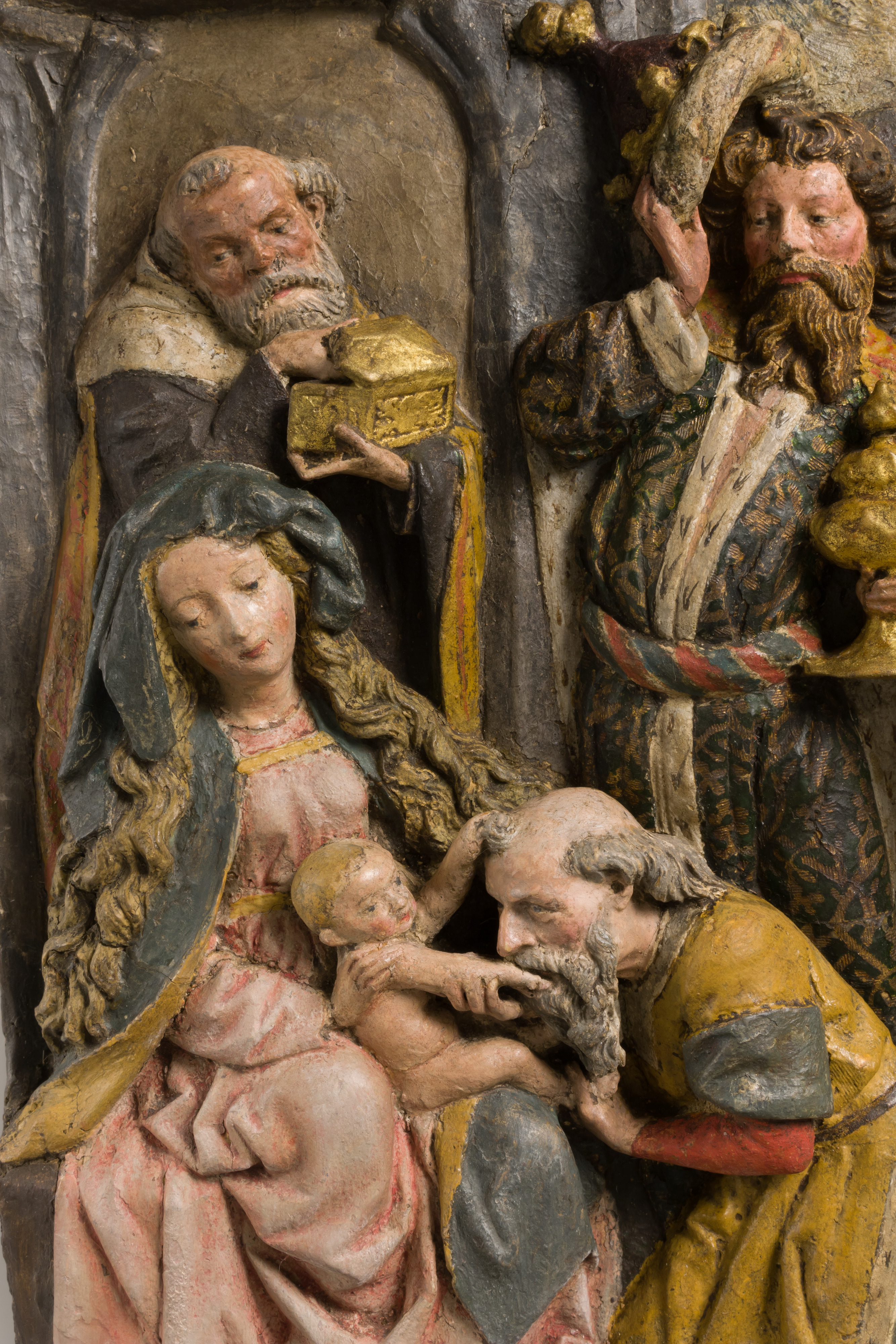
العشق من المجوس، الألمانية، حوالي 1470-80
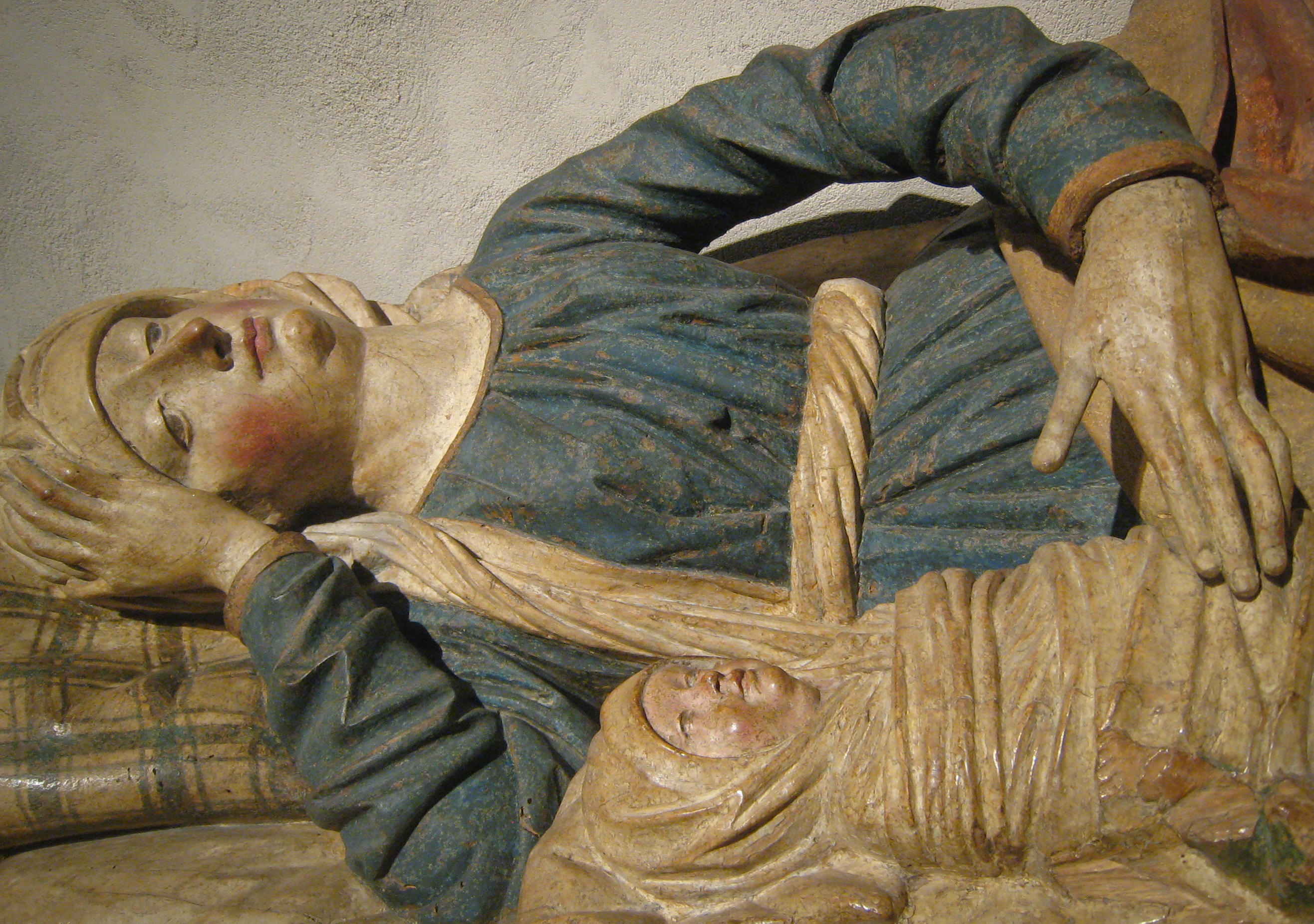
ميلاد السيدة العذراء، حوالي 1480
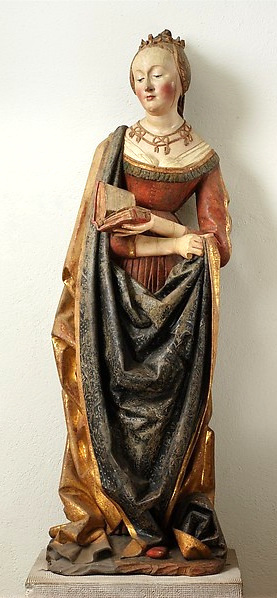
تمثال صغير للقديسة باربرا  [لغات أخرى]‏، خشب الجير مع طلاء، ربما ألماني، حوالي 1490